# Certers
Certés (también escrito Serters o Certers) es un núcleo de población de Andorra situado en la parroquia de San Julián de Loria En el año 2022 tiene 72 habitantes.